# Detector de captura de electrones

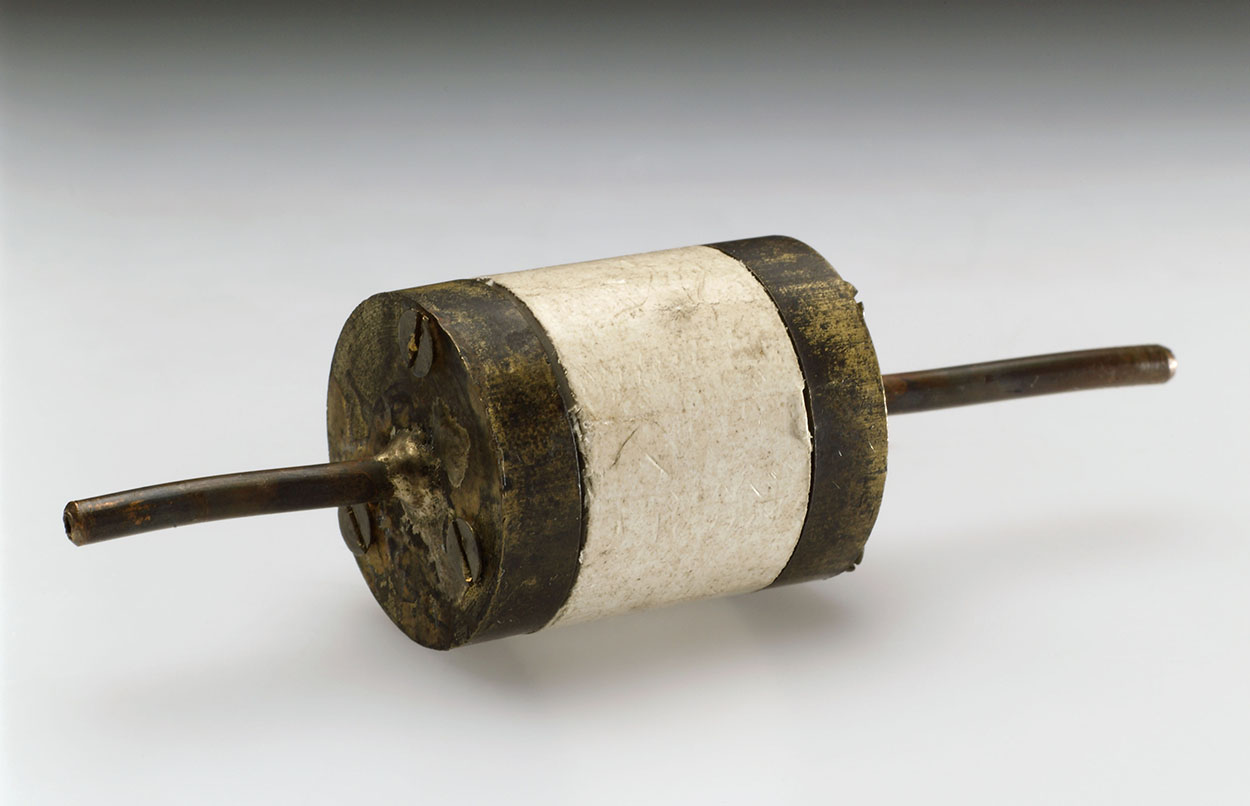
Detector de captura de electrones elaborado por James Lovelock en 1960 para medir la calidad del aire

El detector de captura de electrones, también denominado detector de captura electrónica, es un tipo de detector utilizado en cromatografía de gases para detectar trazas de compuestos químicos en una muestra. Fue inventado por James Lovelock. Su funcionamiento básico se basa en la emisión de una partícula β (electrón) por parte de átomos como el 63Ni o tritio absorbido sobre una placa de platino o titanio.
Típicamente, un ECD (electron capture detector) contiene unos 5 milicurios de emisor β. Dicho electrón ioniza el gas portador y se produce una ráfaga de electrones. Si se aplica un campo eléctrico constante, mediante un par de electrodos, por ejemplo, se tendrá una corriente constante entre ambos, del orden de un nanoamperio. Sin embargo, si se tienen especies orgánicas en el gas, éstas capturarán parte de los electrones, disminuyendo por tanto la intensidad de la corriente. Normalmente es necesario aplicar el potencial en forma de impulsos para lograr una respuesta lineal del detector.
Este detector es muy selectivo, y es sensible a la presencia de moléculas con átomos o grupos electronegativos como halógenos (cloro, bromo, yodo), peróxidos, quinonas y grupos nitro.  Otros grupos como el alcohol, amina e hidrocarburos no dan señal.
Se aplica en la detección de moléculas que contienen halógenos, principalmente cloro, como algunos insecticidas o bifenilos policlorados. Por tanto, es un detector especialmente útil en el análisis de ciertos contaminantes ambientales.
Ventajas
- Simple y robusto.
- Bajo mantenimiento.
- No destructivo.
- Muy sensible, del orden de 10-12g/ml de gas portador.

Desventajas
- Bajo rango dinámico lineal, 10² unidades.
- Precauciones de uso debido a la presencia de material radiactivo (63Ni o tritio).  Dicho material se encuentra en un cilindro sellado de acero y debe ser revisado periódicamente.